# Goya (paquebot)
 (juin 2017).
Si vous disposez d'ouvrages ou d'articles de référence ou si vous connaissez des sites web de qualité traitant du thème abordé ici, merci de compléter l'article en donnant les références utiles à sa vérifiabilité et en les liant à la section « Notes et références ».
Pour les articles homonymes, voir Goya.

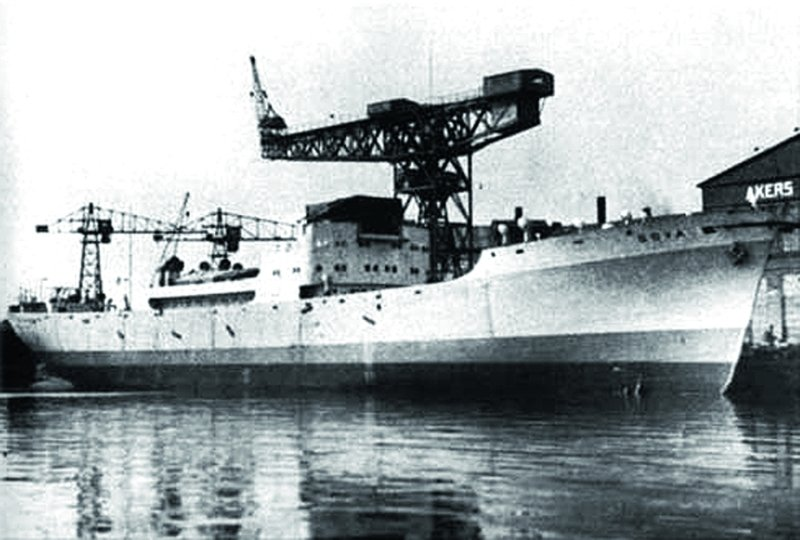
Le Goya

Le Goya était un navire allemand de réfugiés, à l'origine construit comme cargo sous le nom d'Akers à Oslo en 1940. Il avait une longueur de 131 mètres et une largeur de 17 mètres. Son naufrage en 1945 occasionna la mort d'environ 6 000 personnes, soit l'une des plus grandes des catastrophes maritimes de l'Histoire.

## Naufrage
Le 16 avril 1945, dans le cadre de l'opération Hannibal, le Goya naviguait dans la mer Baltique vers l'Allemagne occidentale, surchargé avec des réfugiés de Prusse-Orientale fuyant l'Armée rouge et la guerre, y compris des membres du 35e régiment de blindés allemands. Comme le bateau passait la péninsule de Hel à la sortie de la baie de Dantzig, il fut repéré par le sous-marin soviétique L-3. À 23 h 52, le commandant du L-3, le capitaine Vladimir Konovalov, donna l'ordre de tirer.
En moins de sept minutes, le Goya est torpillé et coule à une profondeur approximative de 78 mètres, en perdant au moins 6 000 personnes. Le nombre exact ne sera probablement jamais déterminé, la liste des passagers s'arrêtant abruptement à 6 100. Seulement 165 personnes furent sauvées.
Le capitaine soviétique fut plus tard récompensé pour le torpillage du Goya en recevant le titre de Héros de l'Union soviétique.

## L'épave
Exactement cinquante-huit ans après le naufrage du Goya, l'épave est découverte le 16 avril 2003 par une expédition internationale sous la direction d'Ulrich Restemeyer avec l'aide de sonars 3D. Elle repose à 76 mètres au-dessous du niveau de la mer Baltique, dans un état de conservation remarquable.